# Colibrí mango de Jamaica
El colibrí mango de Jamaica (Anthracothorax mango) és una espècie d'ocell de la família dels troquílids (Trochilidae) que habita boscos poc densos i matolls de Jamaica.